# Argenis Chávez
Argenis De Jesús Chávez Frías, (Sabaneta, estado Barinas, Venezuela; 3 de julio de 1958) es un político venezolano, uno de los hermanos del fallecido presidente venezolano, Hugo Chávez Frías. Fue gobernador del estado Barinas para el período 2017-2021. En las elecciones de 2021 iba a ser derrotado por el candidato de la Unidad, Freddy Superlano, y a pesar de que la elección fue anulada por el TSJ, Chávez terminó renunciando a la gobernación.

## Biografía
Argenis nació el 3 de julio de 1958 en la población rural de Sabaneta, del estado Barinas. Es el quinto de los siete hijos del docente y político Hugo de los Reyes Chávez y la docente Elena Frías de Chávez.  Sus hermanos son: Adán (1953), Hugo (1954-2013), Narciso (1955), Aníbal (1957-2016), Enzo (1959-1960) y Adelis (1961). Chávez es bisnieto del caudillo venezolano Pedro Pérez Delgado, conocido como Maisanta, líder de la rebelión antigomecista, quien en 1898 acabó con la vida del expresidente Joaquín Crespo.
Fue secretario del gobierno de Barinas cuando su padre, Hugo de los Reyes Chávez, fue el gobernador.
En 2011 fue nombrado Viceministro de Desarrollo Eléctrico del Ministerio del Poder Popular para la Energía Eléctrica. El diputado Wilmer Azuaje había presentado denuncias contra Argenis Chávez y otros miembros de la familia Chávez a partir de 2005; las acusaciones fueron rechazadas por la corte. En 2008 Azuaje también presentó una denuncia por difamación por parte de Argenis Chávez, también rechazada por los tribunales. El 21 de julio de 2011 es nombrado Ministro encargado del Ministerio de Energía Eléctrica y presidente encargado de Corpoelec.
Argenis ha sido acusado de corrupción en diversas oportunidades.
Tiene una hija: Laura Alejandra Chávez Contreras, nacida el 23 de febrero de 1984. El 24 de enero de 1999 se casó con la abogado Belkis Del Pilar Quintero Infante (1969), con quien tiene un hijo: Argenis De Jesús, nacido el 19 de septiembre de 2002.